# Luis Jaime Martínez del Río
Luis Jaime Martínez del Río (Nava del Rey, Valladolid, 4 de mayo de 1946) es un artista y catedrático de Bellas Artes de la Universidad Complutense de Madrid, conocido principalmente por su trayectoria como escultor, aunque también ha plasmado su obra en grabados, dibujos y digitalografías.

## Inicios y formación
Luis Jaime Martínez del Río tuvo contacto con la forja y la soldadura (fundamentales en algunas de sus obras) desde edad muy temprana. Su padre regentaba un taller de maquinaría agrícola, por entonces en pleno apogeo por la incipiente mecanización del campo, donde el hierro se trabajaba artesanalmente para fabricar arados, vertederas, etc., algunos realizados con verdadero ingenio que incluso llegaron a ser patentados. En este ambiente y de forma paralela, Martínez del Río comenzó a mostrar interés por el dibujo, conservándose de esta época juvenil un retrato de Buster Keaton.
Este "herrero con voluntad de artista", como le calificó J.J. Martín González, dejó Nava del Rey a los 23 años para iniciar sus estudios artísticos en la Escuela de Artes Aplicadas y Oficios Artísticos de Valladolid, recibiendo al año siguiente el Primer Premio de Escultura en la Exposición Internacional de Arte Belenista (1970) y el de Modelado en la especialidad de Imaginería Castellana (1972). Posteriormente, realizó cursos de alfarería (1973) y se graduó en Artes Plásticas en la especialidad de Imaginería Castellana (1974) y Talla en Madera (1978). 
Ya en Madrid, en 1980 se licenció en la Facultad de Bellas Artes de la Universidad Complutense Madrid, donde posteriormente se doctoró. Paralelamente, en estos años, la formación académica de Martínez del Río se complementó con estancias en Italia, especialmente en Roma, donde estuvo pensionado por la Academia Española de Bellas Artes de Roma (1981-1984) y el Istituto Nazionale per la Gráfica de Roma (1981-1983) en los programas de investigación del Gabinetto Disegni e Stampe de la Calcografía Nacional de Roma. Además, fue seleccionado para participar en el Curso Internacional de Grabado de Urbino (1983).

## Exposiciones
Desde que Martínez del Río realizase en 1976 en Valladolid, ciudad donde se formó, su primera muestra individual, la obra de este artista se ha podido contemplar en numerosos museos, galerías y salas de exposiciones de España y Europa, siendo el primer artista español en exponer en la Scala Santa - Sala 1 de Roma (Italia). 

### Individuales.
- Valladolid. Caja de Ahorros Provincial de Valladolid. Marzo, 1976.
- Valladolid. Galería Grisalla. Marzo, 1977.
- Pamplona. Caja de Ahorros Provincial. Octubre, 1977.
- Valladolid. Caja de Ahorros Provincial. Diciembre, 1980.
- Madrid. Facultad de Bellas Artes. Noviembre, 1981.
- Roma. Galleria Porto di Ripetta. Junio, 1983.
- Nápoles. Instituto Español. Noviembre, 1983.
- Madrid (España). Ateneo. 1985.
- Roma. Scala Santa 1. Marzo, 1984.
- Valladolid. Galería Siena, noviembre-diciembre de 1984.
- Nava del Rey. Sala de Exposiciones de Caja de Ahorros, diciembre de 1984.
- Valladolid. Museo Nacional de Escultura. Diciembre, 1984, enero de 1985.
- Madrid. Ateneo, octubre de 1985.
- Madrid. Centro Cultural Salmerón, febrero de 1986.
- Madrid. Asociación Cultural Hispano Norteamericana, junio de 1986.
- Simancas. La Casa Vieja. Junio, 1986.
- Valladolid. Galería Carmen Durango. Diciembre, 1987.
- Madrid. Galería Paul Klee. Noviembre, 1987.
- Osnabrük. Veranstalter: Kulturamt der Stadt. 1988.
- Osnabrük. Galería Dominikaner Kirche. 1989.
- Valladolid. Caja de Ahorros Provincial. 1989.
- Valladolid. Caja de Ahorros Provincial. 1990.
- Valladolid. Galería Olcense. 1991.
- Valladolid. Palacio de Pimentel. 1994.
- Burgos, Palencia, Valladolid y Zamora. Junta de Castilla y León. 1996-1997.
- Madrid. Galería Cruce. Enero, 1999.
- Madrid. Galería Begoña Malone. 2000.
- Madrid. Galería Begoña Malone. 2002.
- Valladolid. Sala Municipal de Exposiciones de La Pasión. 2003.
- Nava del Rey. Casa de Cultura. 2003.
- Madrid. Galería Begoña Malone. 2005.
- Madrid. Galería Begoña Malone. 2007.
- Alcalá de Henares (Madrid). Fundación Colegio del Rey. 2008.
- Madrid. Galería Begoña Malone. 2008-2009.
- Valladolid. Palacio de Pimentel. 2009.
- Laguna de Duero. Casa de Cultura. 2009.
- Madrid. Museo del Traje. 2010.[2]
- Valladolid. MUVa. Museo de la Universidad de Valladolid. 2011.
- Toledo. Círculo de Arte. 2012.[3]
- Alcalá de Henares. Sala San José de Caracciolos (Universidad de Alcalá de Henares). 2013.[4]
- Valladolid. Galería La Maleta. 2015.[5]

### Colectivas.
- Valladolid. Escultura Contemporánea. Mayo, 1980.
- Venecia. Colectiva de la Associazione Internazionale Incisori. Enero, 1983.
- Roma. Colectiva de la Associazione Internazionale Incisori. Febrero, 1983
- Lyon. Colectiva de la Associazione Internazionale Incisori. Marzo, 1983.
- Roma. Exposición Internacional de Artistas Extranjeros. Galería Internacional de Roma. Mayo, 1983.
- Nápoles. Pensionados de la Academia Española de Bellas Artes. Diciembre, 1983.
- Roma. Exposición conmemorativa del Centenario de Rafael. Istituto Nazionale per la Grafica. Noviembre-diciembre, 1983.
- Barcelona. Reales Atarazanas.
- Madrid. V Bienal Internacional del Deporte en las Bellas Artes. Octubre, 1985.
- Salamanca. Las Edades del Hombre. Catedral de Salamanca, 1994.
- Madrid. XI Bienal Internacional del Deporte en las Bellas Artes. Octubre, 1995.
- Valladolid. A los progresos de las Artes. Sala de Exposiciones de Las Francesas, 2012.

## Becas y distinciones
- Pensionado en la Academia Española de Bellas Artes de Roma (Italia), (1981-1984).
- Seleccionado para el Curso Internacional de Grabado de Urbino (Italia), 1983.
- Residencia en el Instituto Nazionale per la Grafica de Roma / Calcografía Nacional de Roma (Italia), (1981-1983).
- Académico de número de la Real Academia de Bellas Artes de la Purísima Concepción.

## Premios
- Primer Premio de Escultura en la Exposición Internacional de Arte Belenista. Valladolid, 1970.
- Primer Premio Modelado en la especialidad de Imaginería Castellana. Valladolid, 1972.
- Premio Extraordinario Martí y Monsó - Fin de Carrera. Valladolid, 1974.
- Primer Premio. Concursos Nacionales de Escultura, Valladolid, 1975 y 1977.
- Premio Internacional de Artes Plásticas Obra Abierta. Concedido por la Fundación Caja Extremadura. 2016.[6]

## Obra en museos y colecciones públicas
- Scala Santa de Roma. Italia.
- Instituto Español de Nápoles (Italia).
- Museo Casa de Colón de Valladolid.
- Polideportivo Pisuerga de Valladolid.
- Academia Española de Roma (Italia).
- Ateneo de Madrid (España).
- Museo Nacional de Escultura (España).
- Diputación de Valladolid.
- Colección Caja España.
- Museo de la Real Academia de Bellas Artes de la Purísima Concepción de Valladolid.
- Colegio de Arquitectos de Valladolid.
- Museo de Arte Contemporáneo de Toledo.
- Ayuntamiento de Valladolid (España).
- Universidad de Valladolid.
- Colección permanente del Centro Conde Duque de Madrid.
- Junta de Castilla y León.
- Ayuntamiento de Tudela de Duero (Valladolid).
- Fundación Colegio del Rey. Alcalá de Henares. MAdrid.
- Casa de Cultura de Zamora (España).
- Museo del Traje. Madrid.